# خیخونا
خیخونا (به اسپانیایی: Jijona) دهستانی در استان آلیکانتهٔ اسپانیا است.
در این دهستان ۷٬۵۷۵ نفر زندگی می‌کنند. مساحت این دهستان ۱۶۳٫۴۹کیلومتر مربع است.

## نگارخانه

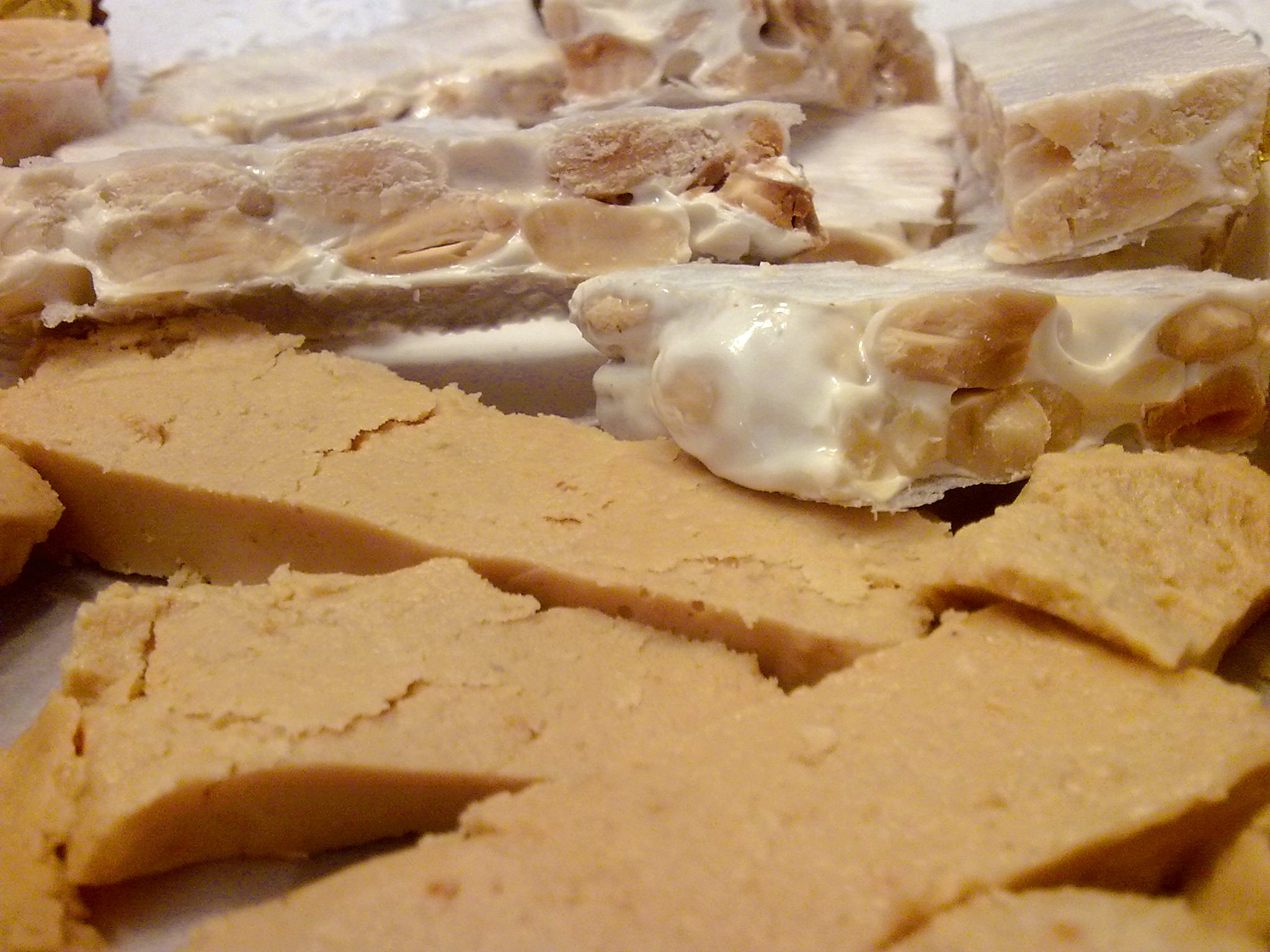
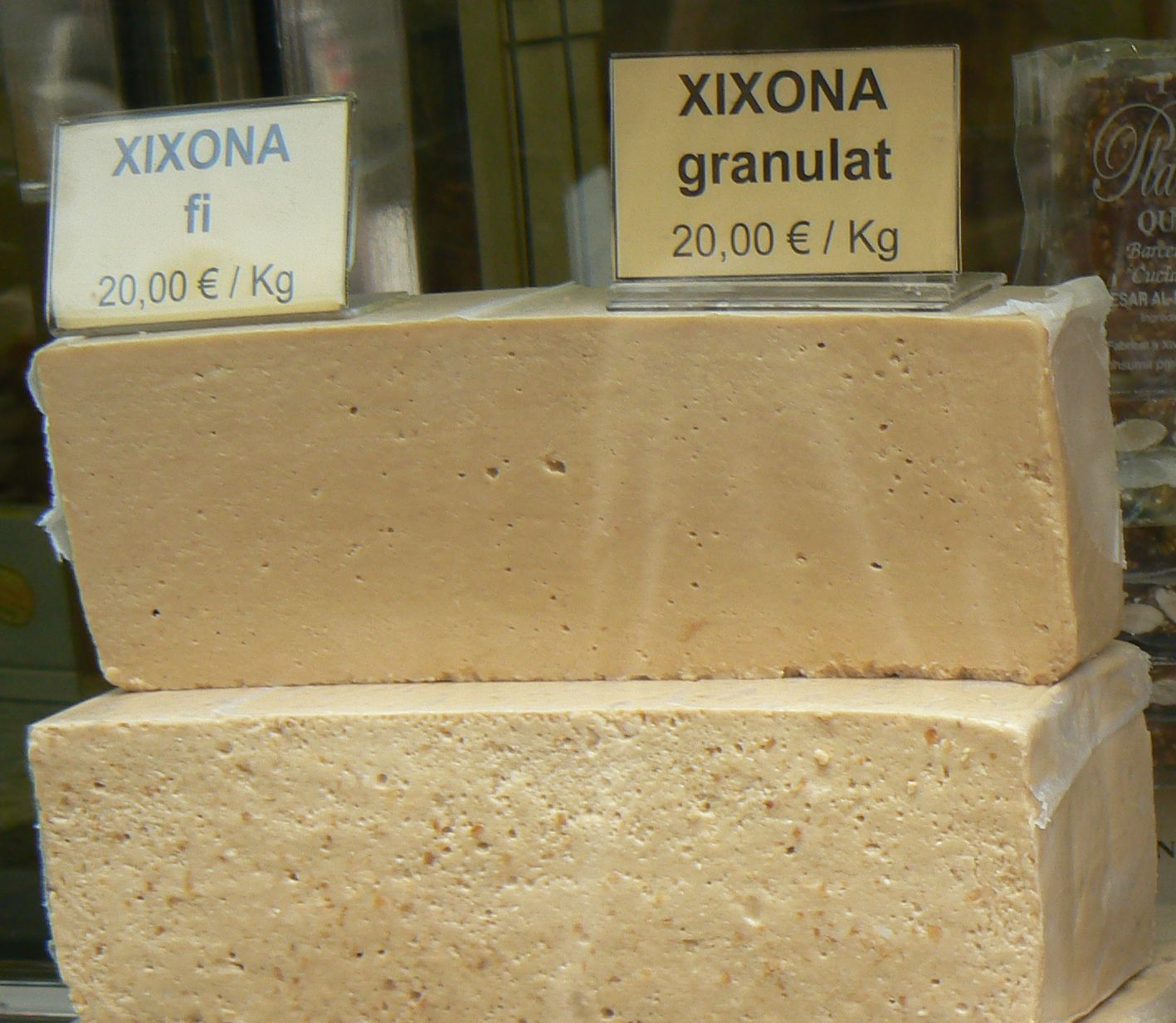
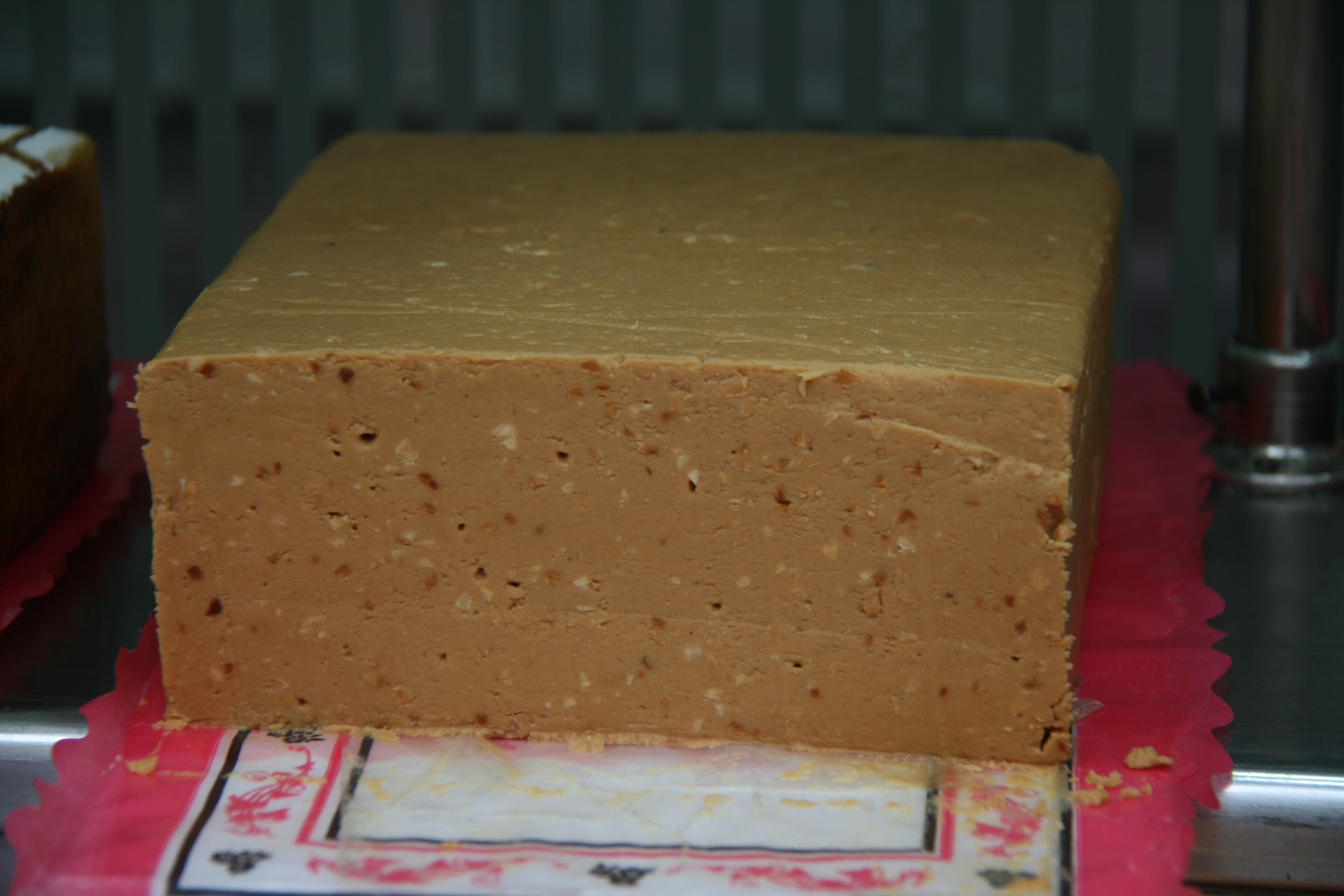
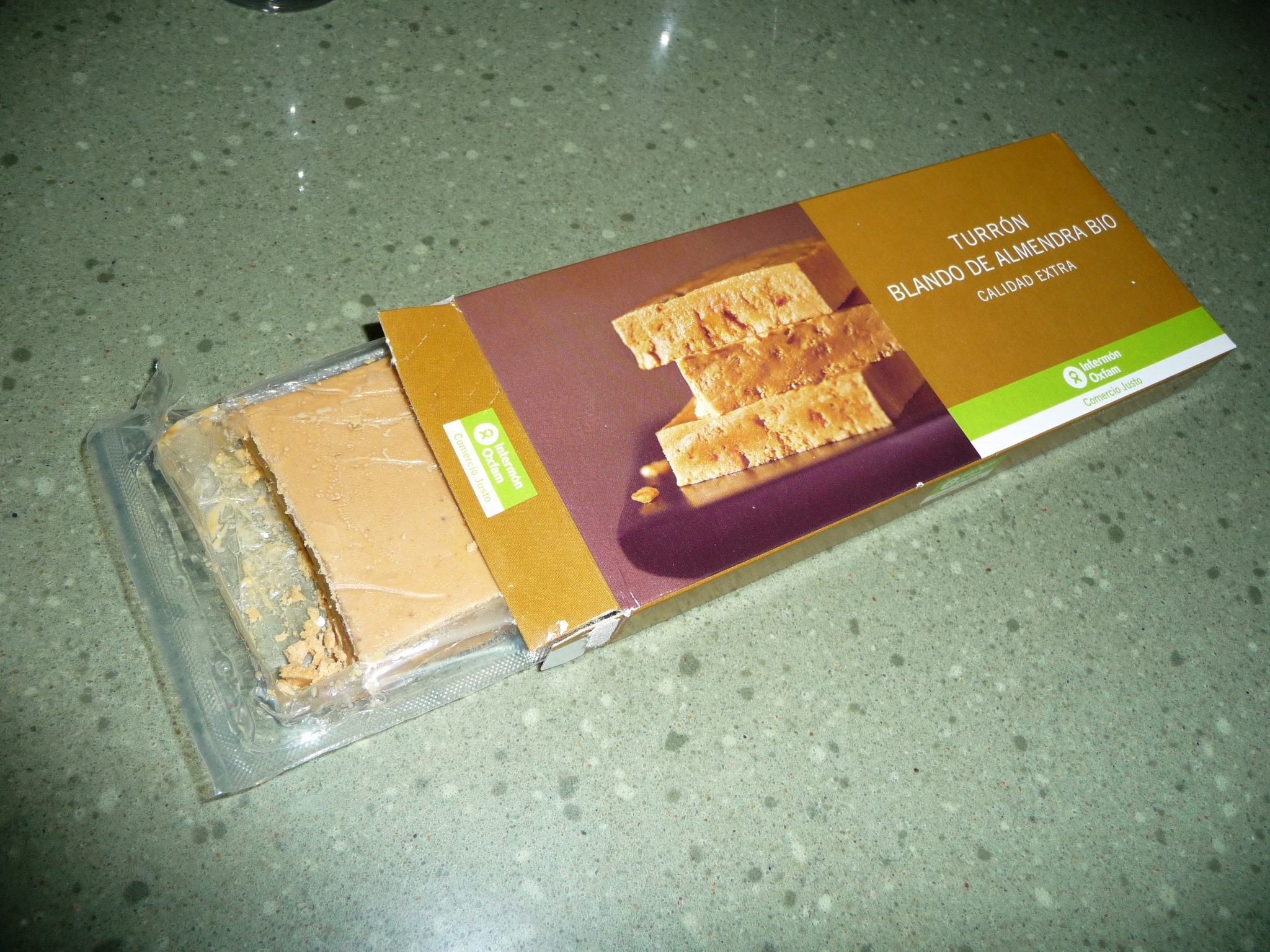